# John Dill
John Greer Dill (Lurgan, 25 dicembre 1881 – Washington, 4 novembre 1944) è stato un generale britannico.
Ufficiale dell'Esercito britannico molto stimato e dalle chiare e prudenti concezioni strategiche, venne promosso fino al grado più elevato di maresciallo di campo per i servigi resi durante la seconda guerra mondiale.

## Biografia
Nel 1939, all'inizio del conflitto, si trovava in Francia al comando del 1º Corpo d'armata inglese della British Expeditionary Force (BEF), inviata dal governo britannico in Europa per aiutare l'Esercito francese e schierata ai confini del Belgio. Promosso generale in ottobre, venne richiamato in patria nell'aprile 1940, ancor prima dell'inizio della grande offensiva tedesca, e nominato vice capo di Stato Maggiore generale imperiale.
Dopo la caduta della Francia, nel maggio 1940, stese una relazione sull'andamento della campagna in Francia del British Expeditionary Force, accompagnando Churchill nei suoi ripetuti viaggi presso il governo e lo Stato Maggiore francesi ed intervenendo di persona presso il generale John Gort, comandante del BEF, prendendo atto dell'inevitabilità della ritirata di Dunkerque.
Nello stesso maggio 1940 fu nominato capo di Stato Maggiore Imperiale (Chief of the Imperial General Staff) al posto del generale Edmund Ironside. Dill instaurò una condotta di guerra più prudente di quella del predecessore, che in diverse occasioni finì per esacerbare l'impetuosità di Churchill.
All'inizio del 1941, insieme al ministro degli Esteri Anthony Eden, compì un viaggio in Medio Oriente e fu anche ad Atene per colloqui con politici e generali greci. Al termine di questa missione il suo iniziale consiglio fu di non mandare in Grecia militari britannici, ma dovette presto ricredersi. Fino al dicembre 1941 John Dill divise con Churchill le più gravi decisioni nel momento più delicato della guerra; nello stesso mese, infatti, sfibrato dal gravoso impegno e colpito da malattia e da un grave lutto familiare, lasciò l'incarico che fu affidato al generale Alan Brooke.
Un altro incarico gli fu affidato da Churchill che, dopo aver portato negli Stati Uniti d'America la dichiarazione di guerra al Giappone, lo lasciò a Washington come rappresentante militare britannico presso il presidente Roosevelt.
John Dill si rivelò persona preziosissima in questo ruolo, tanto che il presidente stesso lo definì "la figura più importante della co-operazione anglo-americana"".
Nel 1943 accompagnò Churchill alla conferenza di Teheran. Morì improvvisamente nel 1944 mentre era ancora in carica.